# Caulonia
Caulonia (Castelvetere fino al 1863) è un comune italiano di 6 654 abitanti della città metropolitana di Reggio Calabria in Calabria.

## Geografia fisica
Caulonia è situato su un'altura a 300 m s.l.m..

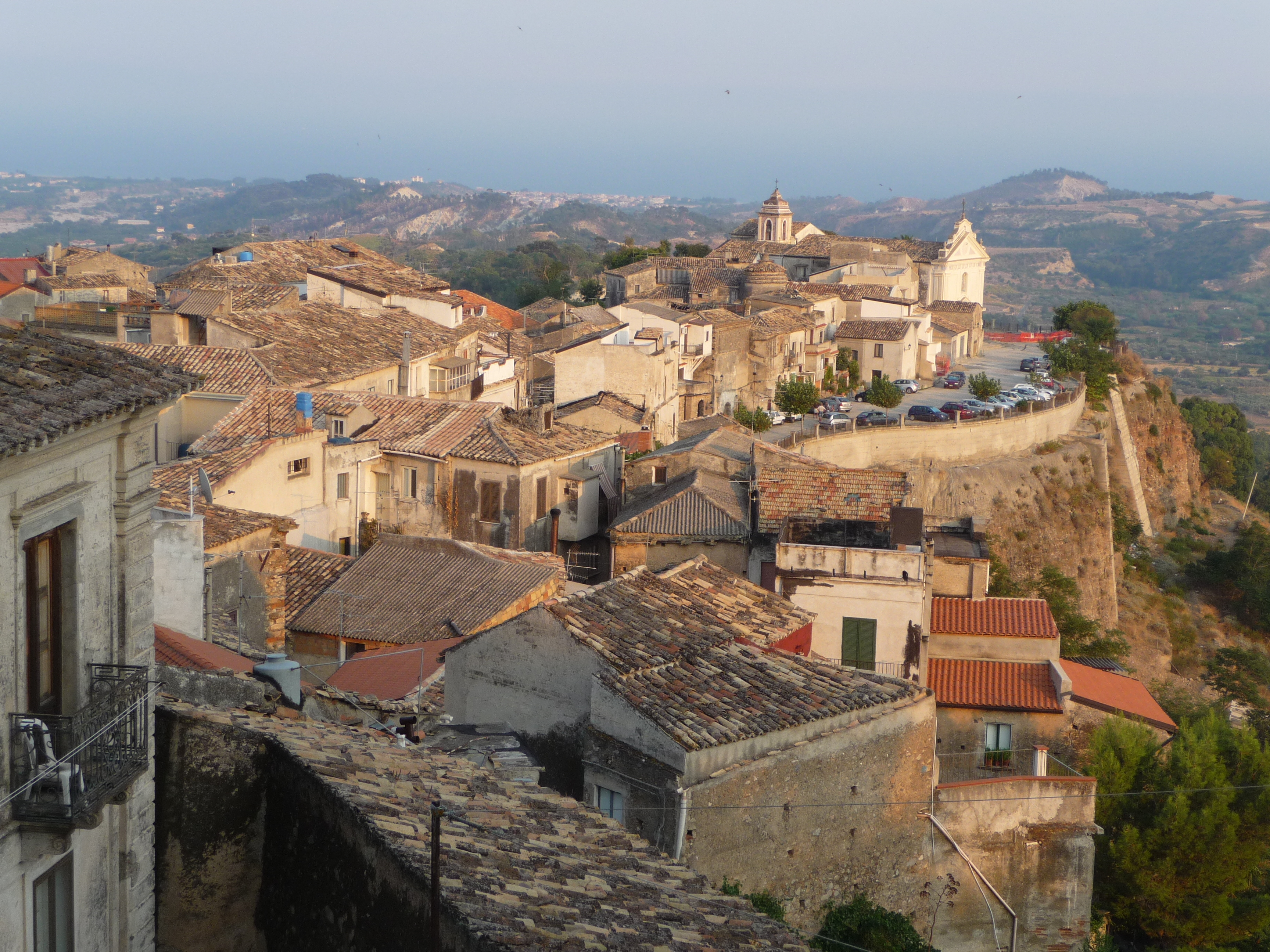
Caulonia, scorcio

Il territorio del comune parte dal mare, passando per zone collinari, fino a toccare i monti delle Serre: è il terzo comune per estensione più grande della Provincia di Reggio Calabria dopo la stessa Reggio Calabria e San Luca.
Sulle Serre raggiunge un'altezza massima di 1241 metri e qui troviamo una flora ricca di lecci, castagni, abeti e pini.
Degradando verso la collina troviamo la tipica macchia mediterranea, mentre sulla costa il terreno argilloso si presenta da una parte e con agrumeti dall'altra.
Il territorio è attraversato dalle fiumare Allaro, Amusa e Precariti. L'Allaro è situato sulla sinistra di Caulonia mentre l'Amusa sulla destra, mentre il Precariti fa da confine con il comune di Placanica e sulla costa con Stignano.

## Origini del nome
(Caracciolo nel 1684)
L'origine del nome dell'odierna Caulonia risale all'antica Kaulon, le cui rovine si è poi scoperto si trovano presso il sito marino del comune di Monasterace. Ma un tempo si supponeva che fosse questo il sito archeologico della greca città.
Secondo la tradizione, Kaulon, situata nei pressi di Punta Stilo, era stata fondata dagli Achei. Fu conquistata e poi distrutta da Siracusa nei primi decenni del IV secolo a.C. I suoi abitanti vennero deportati nella patria dei conquistatori e il suo territorio venne annesso a quello di Locri. Al tempo di Strabone la città era deserta.
L'odierna Caulonia, nota dall'anno Mille, prima dell'Unità d'Italia si chiamava Castelvetere.

## Storia

### Età antica
Nella piana di Aguglia è stata trovata una testa di divinità femminile di origine greca del IV secolo A.C. Nuovi reperti son stati scoperti nel 2010. Si ipotizza che in quest'area siano vissuti dei profughi dell'antica Kauloniatide (Coloro che vivevano nei dintorni di Kaulon).

### Medioevo
Castelvetere, anticamente ritenuta erede dell'antica Caulonia, sembra sia o di origini bizantine o tardo-romane.
Il documento più antico che fa menzione di Castelvetere è del 1087 ed è in una notizia riguardante Ariberto Asciutti e nel 1150 dove papa Eugenio III affermava che nella giurisdizione del Monastero di ss. Trinità e San Michele di Mileto facessero parte le tre chiese di Castelvetere: San Nicola, San Giovanni e Santa Maria.

#### Feudatari di Castelvetere dal 1200 al 1479
- Galvano Lancia (c. 1262-1268)
- Matteo De Hyeres (c. 1269-1271)
- Scarano di Taranto (1271-C.1278)
- Ancel De Chevreuse (e. 1278 -…)
- Hervè De Chevreuse forse figlio (.... - 1283)
- III Ruffo di Calabria conte di Catanzaro (c. 1331 + 1340)
- Antonello Ruffo di Calabria, figlio, Conte di Catanzaro (1340+1377)
- Nicolò Ruffo di Calabria, figlio, Contessa di Catanzaro e marchese di Cotrone (1377 +c.1434)
- Giovannella Ruffo di Calabria, figlia, Contessa di Catanzaro, (1434+1435)
- Enrichetta Ruffo di Calabria, sorella, Contessa di Catanzaro, moglie di Antonio Centelles Ventimiglia, Conte di Catanzaro (sposato 1441, spodestato 1445)
- Regio Governatore Galeotto Baldaxi (tra il 1445 e il 1462)
- Antonio Centelles Ventimiglia predetto, ristab. 1462, spodest. 1464.
- Regio Governatore Giacomo Carafa (c. 1465-1479)

### Età Moderna
A partire dalla fine del XV secolo la famiglia nobiliare dei Carafa ha in possesso il territorio di Caulonia.

#### Baroni e marchesi di Castelvetere dal 1479 al 1806

##### Dominio dei Carafa (1479-1806)
- Giacomo Carafa predetto, I Barone di Castelvetere 7.V. 1479+8.6.1489)
- Vincenzo Carafa figlio, Barone di Castelvetere e I conte di Grotteria (1489+5.9.1526)
- Giovanbattista Carafa figlio, conte di Grotteria e I Marchese di Castelvetere dal 5.6.1530 +17.XII.1552)
- Geronimo Carafa, figlio, 2º Marchese (1552+28.8.1570)
- Fabrizio Carafa[13], FIGLIO, 3º Marchese e I Principe di Roccella dal 24.3.1594 (1570 +6.9.1629)
- Geronimo II Carafa, figlio, 4º Marchese ecc. (1629 +22.X. 1652)
- Fabrizio II Carafa, figlio, 5º Marchese ecc. (1652+24.2.1671)
- Carlo Maria Carafa Branciforte, figlio, 60 March. ecc. (1671+1.7.1695)
- Giulia Carafa Branciforte, sorella 60 March. ecc. (1695+4.XII.1703)

##### Dal 1703 al 1814: la rivolta
- Vincenzo Carafa, 3º Duca di Bruzzano, congiunto prossimiore, riconosciuto erede della casa di Roccella 3 giugno 1707. 7º Marchese di Castelvetere (1707+26.4.1726)
- Gennaro M. Carafa Cantelmo Stuart, figlio, 9º March. (1726+31.X.1767)

Nel 1750 i cittadini si ribellarono al Carafa a causa dei suoi soprusi, da come si evince dagli atti notarili del tempo. Nel gennaio dello stesso anno ci fu un'alleanza di mutua difesi tra il ceto dei gentiluomini, delle maestranze e degli ecclesiastici.
- Vincenzo Carafa Cantelmo Stuart, figlio, 10º Marc., (1767, ultimo feudatario colpito dalle leggi eversive, +20.3.1814)

### Età contemporanea

#### Regno d'Italia
Nel 1863 dopo due anni dalla nascita del Regno d'Italia, il comune di Castelvetere cambia nome in Caulonia in onore dell'antica Kaulon poiché si valutò erroneamente che l'antica colonia achea sorgesse tra le fiumare Amusa e Allaro. Alcuni decenni dopo, l'archeologo Paolo Orsi trovò i resti di un tempio , a Punta Stilo, nel comune di Monasterace, ritenendo che quella fosse l'esatta ubicazione dell'antica Kaulon. L'impossibilità di effettuare scavi archeologici approfonditi, anche in epoca moderna, non ha svelato ancora l'arcano. Infatti, in alcune aree di Caulonia, ci sono i resti di templi e altre tracce risalenti al periodo pre-bizantino come ad esempio nella località "Eternità", vicino a Foca'. 

#### La repubblica rossa di Caulonia
Il 6 marzo 1945 nasce sotto la guida del sindaco di Caulonia, Pasquale Cavallaro, insegnante elementare iscritto dal 1943 al partito comunista, la cosiddetta Repubblica rossa di Caulonia, di brevissima durata. Scaturisce dalle proteste e dai tumulti messi in atto dai contadini, soggetti ancora a potenti proprietari terrieri. La scintilla scatta con l'arresto di Ercole Cavallaro, figlio del Sindaco, accusato di furto da un notabile. La rivolta si estende in poco tempo anche ai comuni limitrofi, anche se durerà appena cinque giorni, poiché il 9 marzo viene già sedata.
In quel breve lasso di tempo i contadini, protagonisti della rivolta, proclamano più volte la repubblica e istituiscono un esercito popolare e un tribunale del popolo.
Inizialmente viene sostenuta dal PCI locale; successivamente, dopo l'uccisione del bracciante Ilario Bava e del parroco Gennaro Amato, i rivoltosi vengono isolati e rapidamente disarmati.
Il 15 aprile 1945 Cavallaro si dimette da sindaco.
Tutti i partecipanti alla sommossa furono accusati davanti al tribunale di Locri di costituzione di bande armate, estorsione, violenza a privati, usurpazione di pubblico impiego e omicidio.
80 persone furono picchiate in carcere e due morirono per le torture subite.

### Repubblica italiana
Il 2 giugno 1946 i cauloniesi votano così al referendum per la scelta tra Repubblica e Monarchia:
- Monarchia - 2 733 voti (53,84%)
- Repubblica - 2 343 voti (46,16%)

### Inondazioni
Tra il 1951 e il 1953 Caulonia come altri paesi della Calabria subì il fenomeno delle esondazioni dei corsi fluviali adiacenti ai paesi, nel suo caso dell'Allaro.
Il disastro arrecato dall'alluvione diede vita a Caulonia marina, di fatto spostando parte della popolazione nel nuovo centro abitato.
Nel 1972 Caulonia subisce un'altra volta l'esondazione dell'Allaro.

### Simboli
Lo stemma comunale è stato riconosciuto con DCG del 6 aprile 1925.
Il gonfalone è un drappo di azzurro.

## Monumenti e luoghi d'interesse

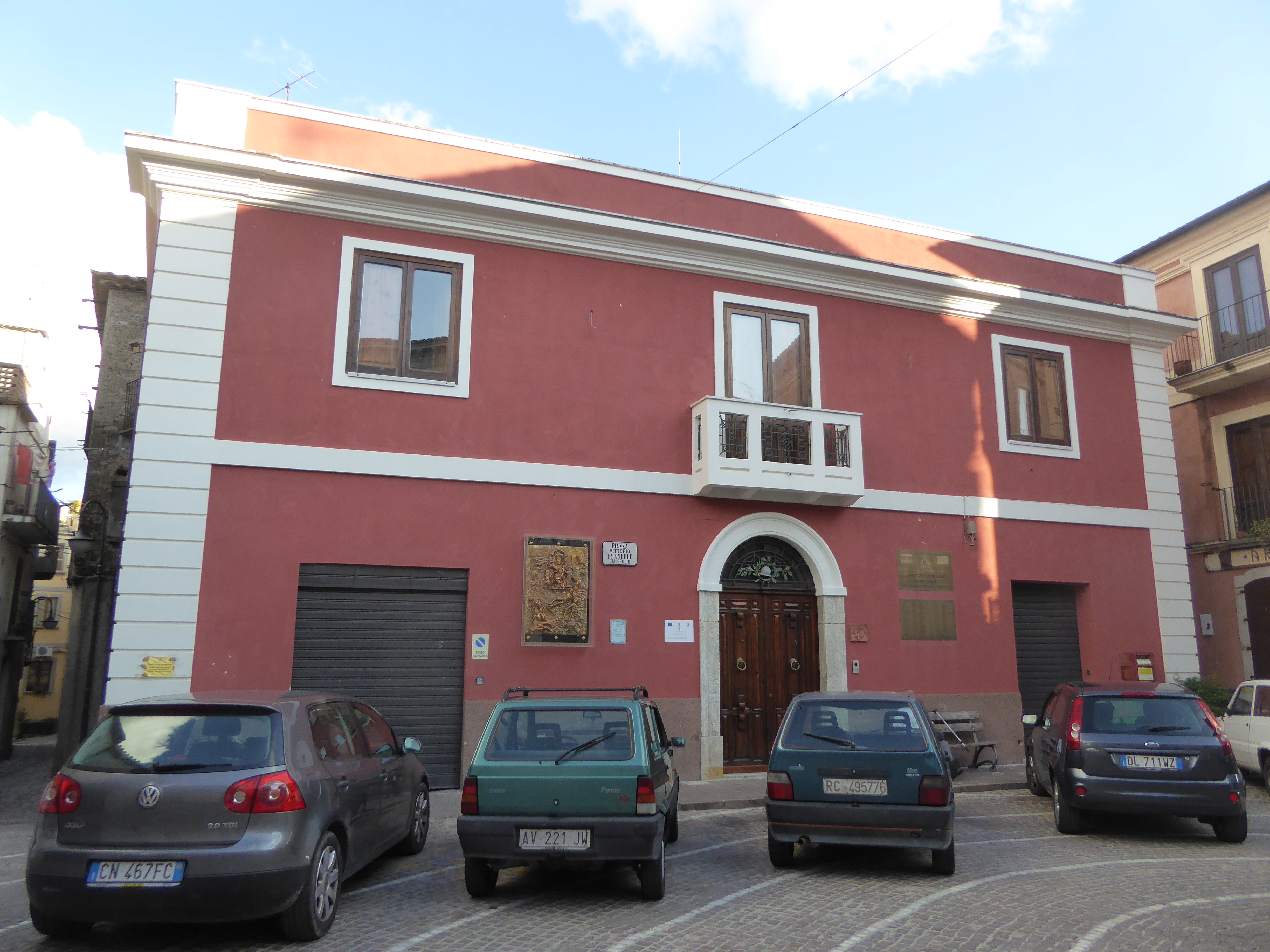

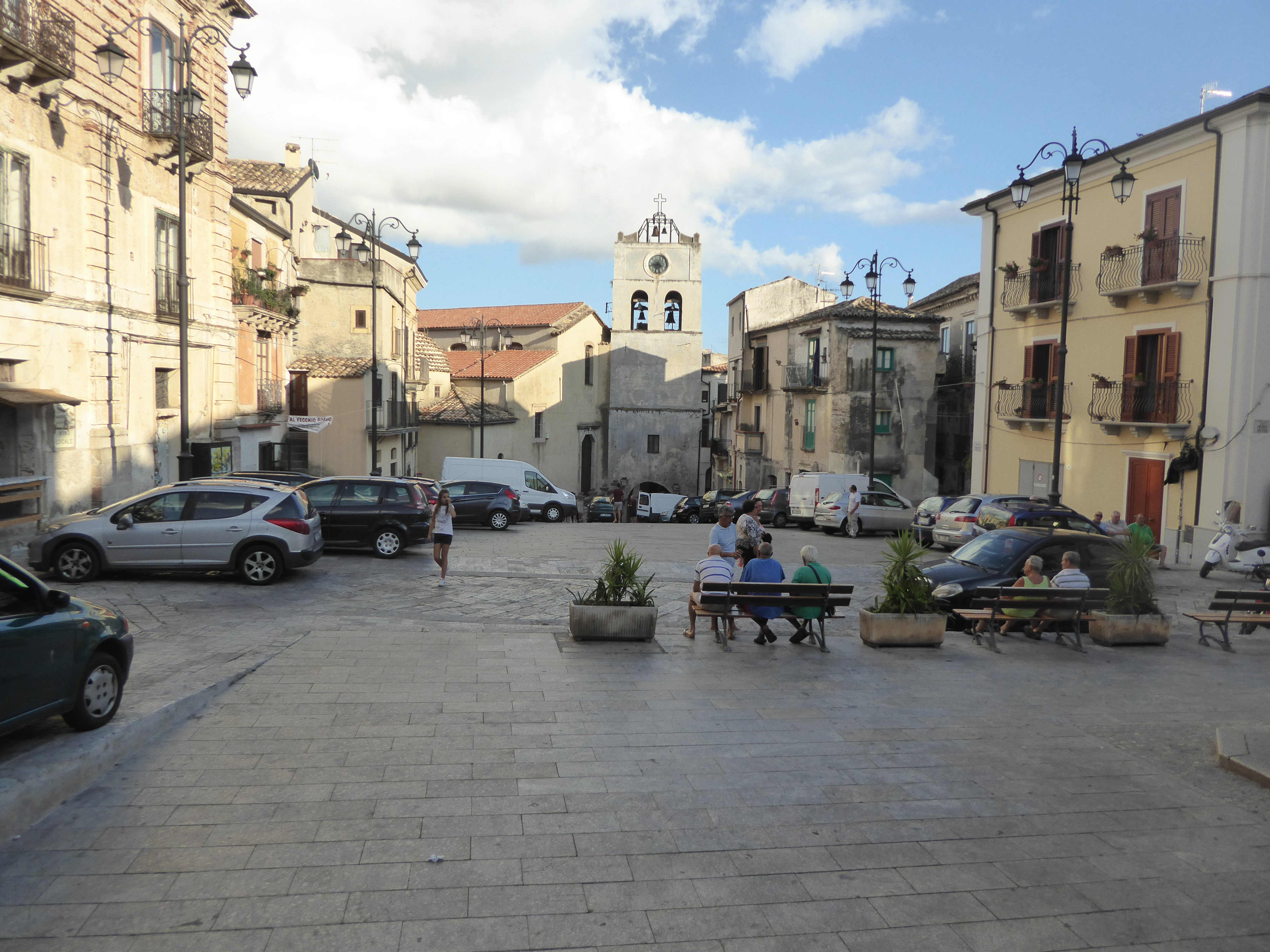
Piazza Mese

Il centro è un borgo di collina, formato da un intreccio di numerosi vicoli molto stretti e particolarmente acclivi chiamati vinedi. Si erge su un vero e proprio cocuzzolo collinare, che rende la città simile ad una roccaforte, e che la circonda di dirupi, dette timpi.
Piazza Mese, piazza Seggio e piazza Baglio, erano in passato, rispettivamente il centro religioso, politico e commerciale del paese.

### Chiese
Tra le numerose chiese presenti sul territorio comunale si citano: la chiesa dell'Immacolata Concezione, detta chiesa del Carmine e sede del monumento nazionale Cristo alla colonna ricavato da un unico pezzo di oleastro; la chiesa del Santissimo Rosario, una volta sede di un convento e successivamente di un carcere; e la chiesa matrice, posta sul punto più alto del borgo, nella piazza più importante, piazza Mese. Vi è anche la presenza di un affresco di epoca bizantina e di uno tra i serbatoi pensili più antichi d'Italia.
A Caulonia:
- Chiesa Matrice[18]
- Chiesa di Santa Maria dei Minniti[18]
- Chiesa di San Biagio
- Chiesa di San Zaccaria[18]
- Chiesa di San Michele Arcangelo[18]
- Chiesa dei Santi Silvestro e Barbara[18]
- Chiesa del Carmine
- Chiesa del Santo Rosario[18]

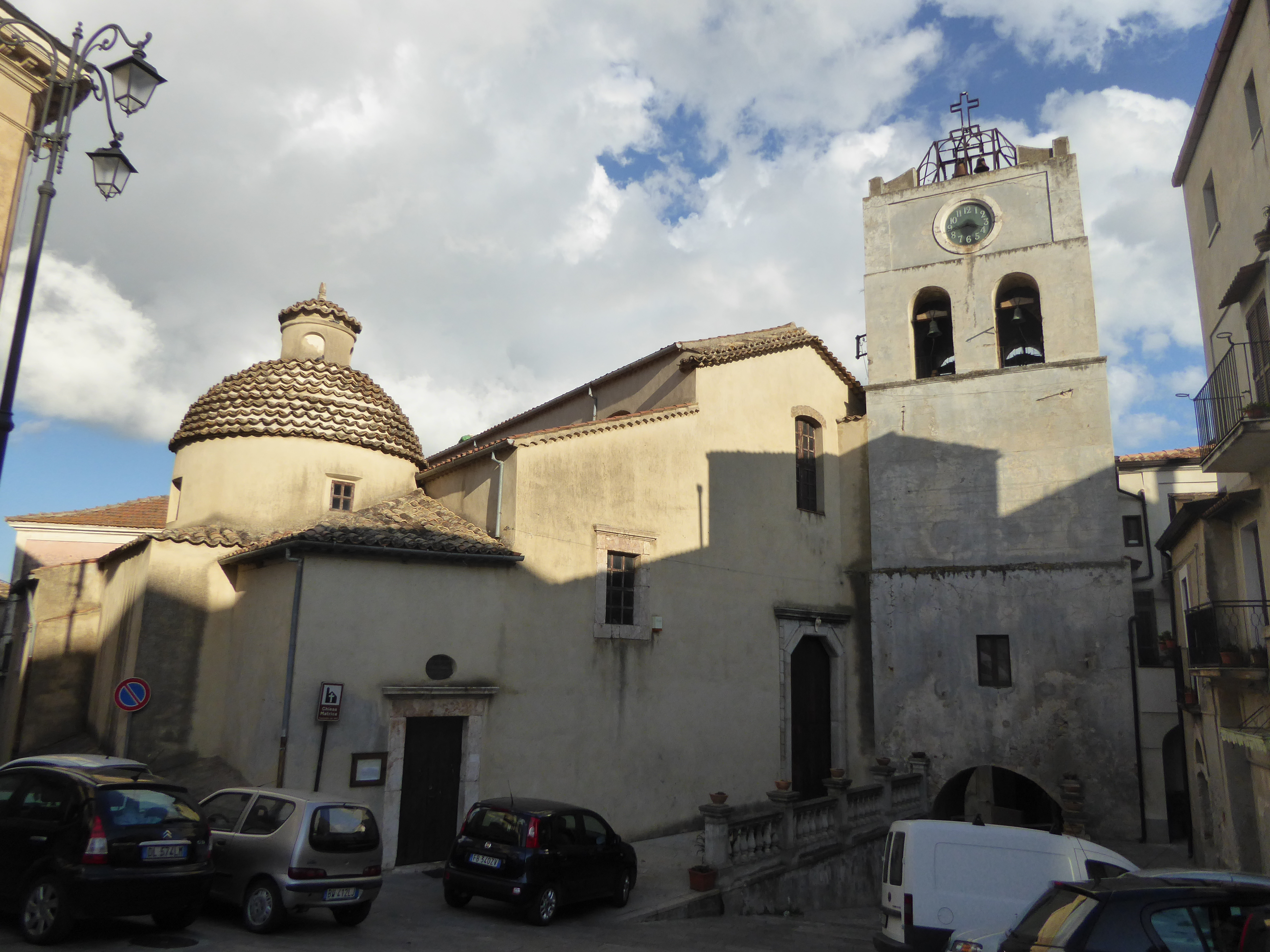
Chiesa Matrice
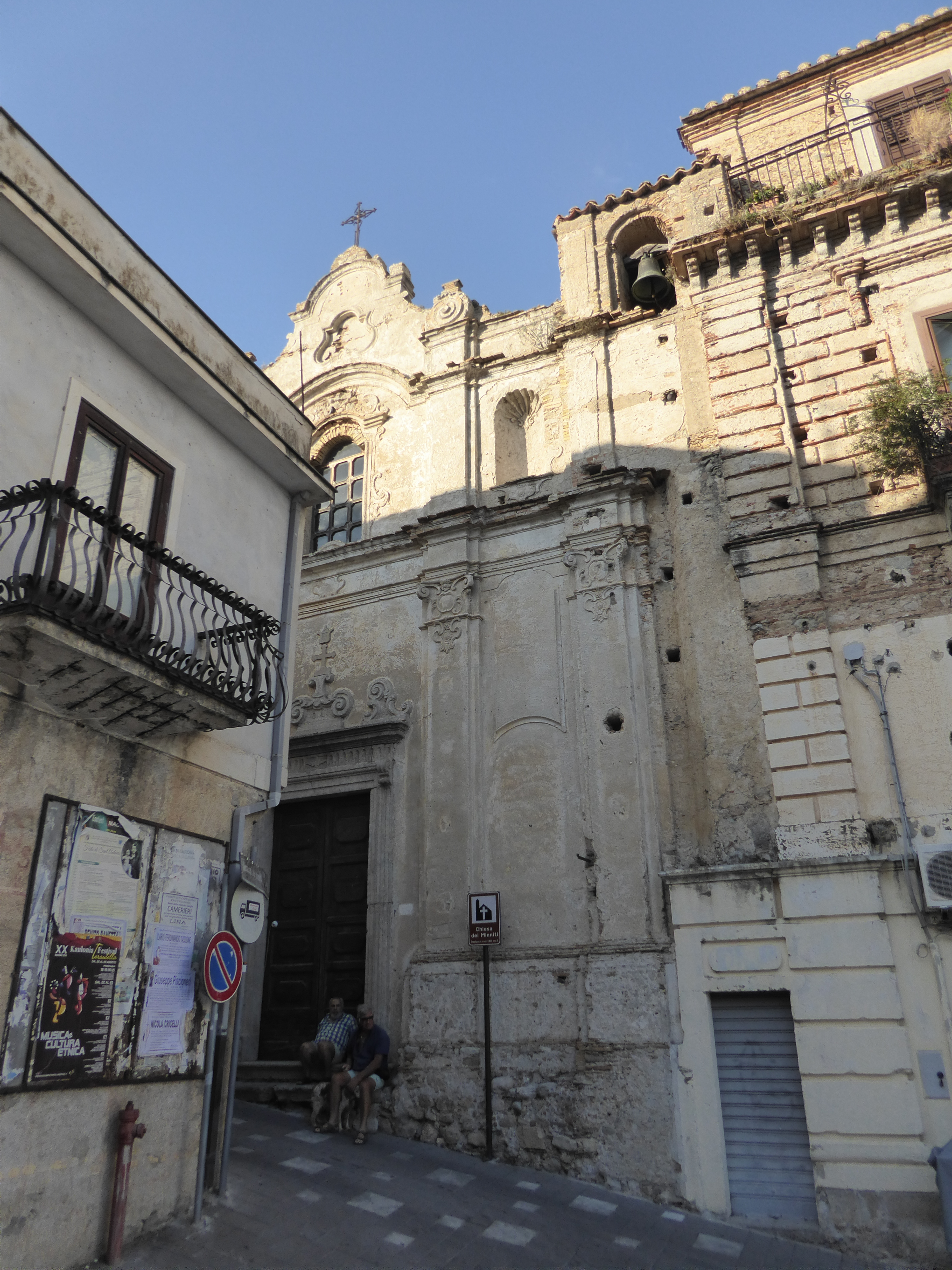
Chiesa di Santa Maria dei Minniti
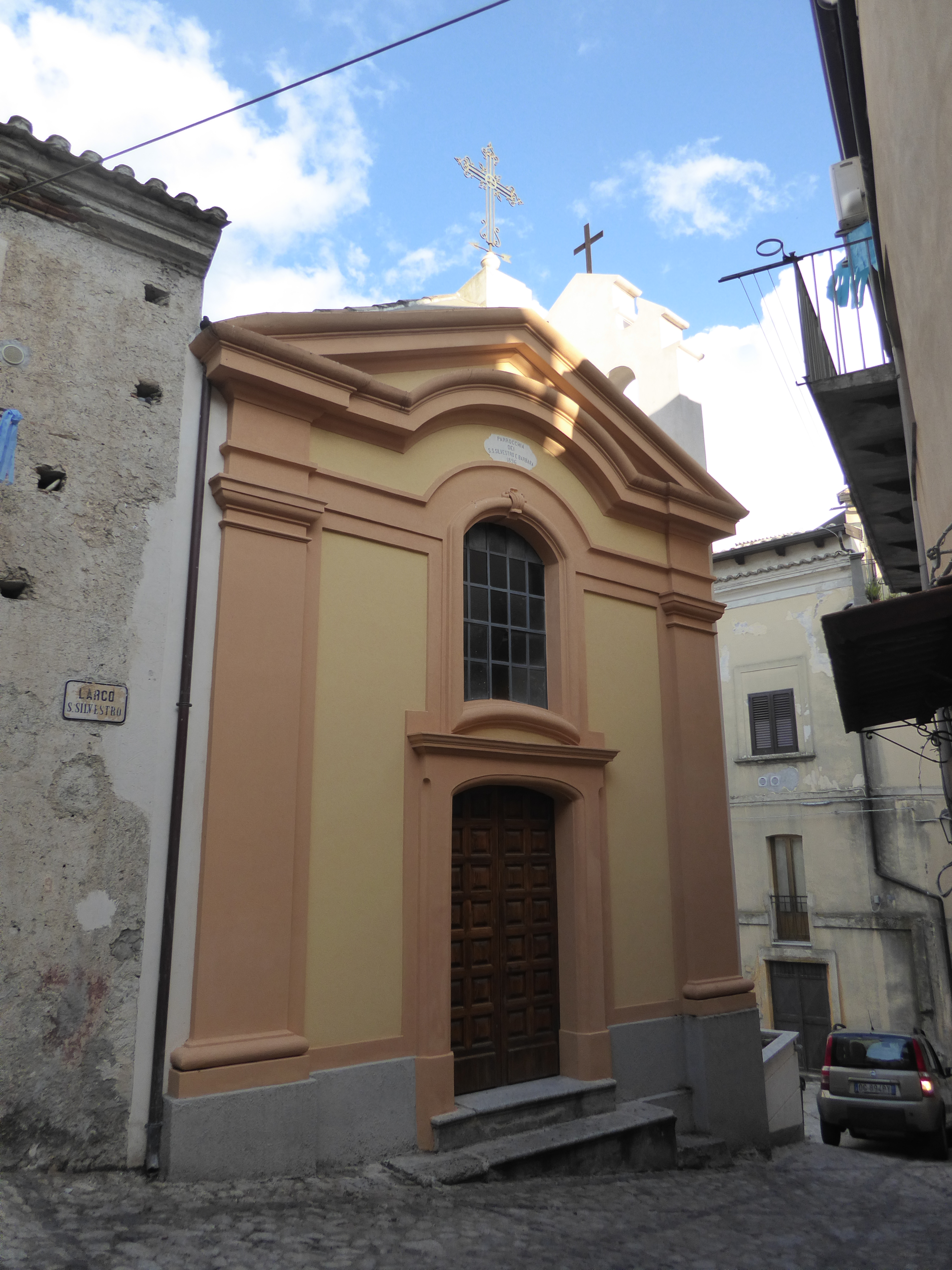
Chiesa dei Santi Silvestro e Barbara
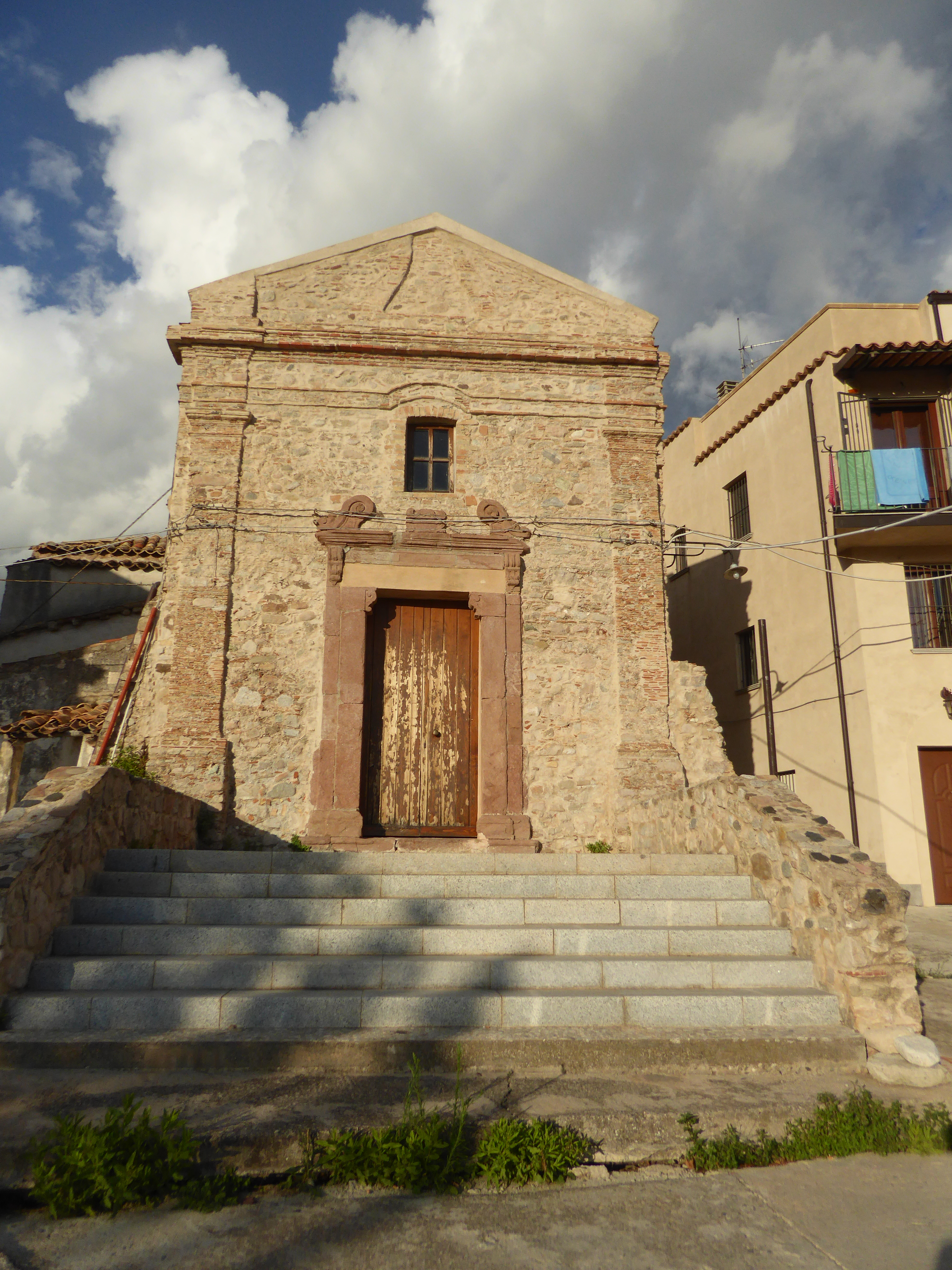
Chiesa del Carmine
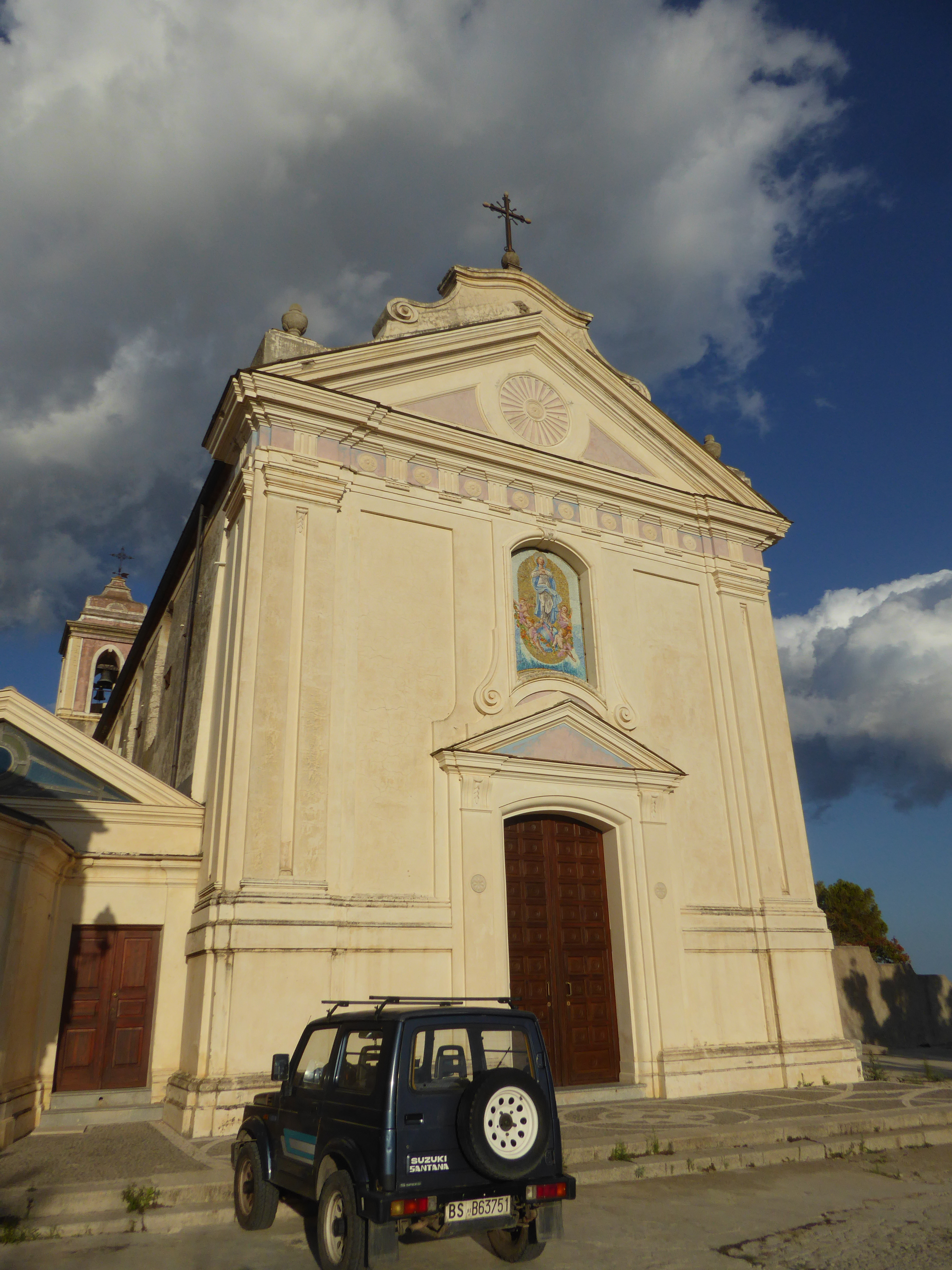
Chiesa dell'Immacolata
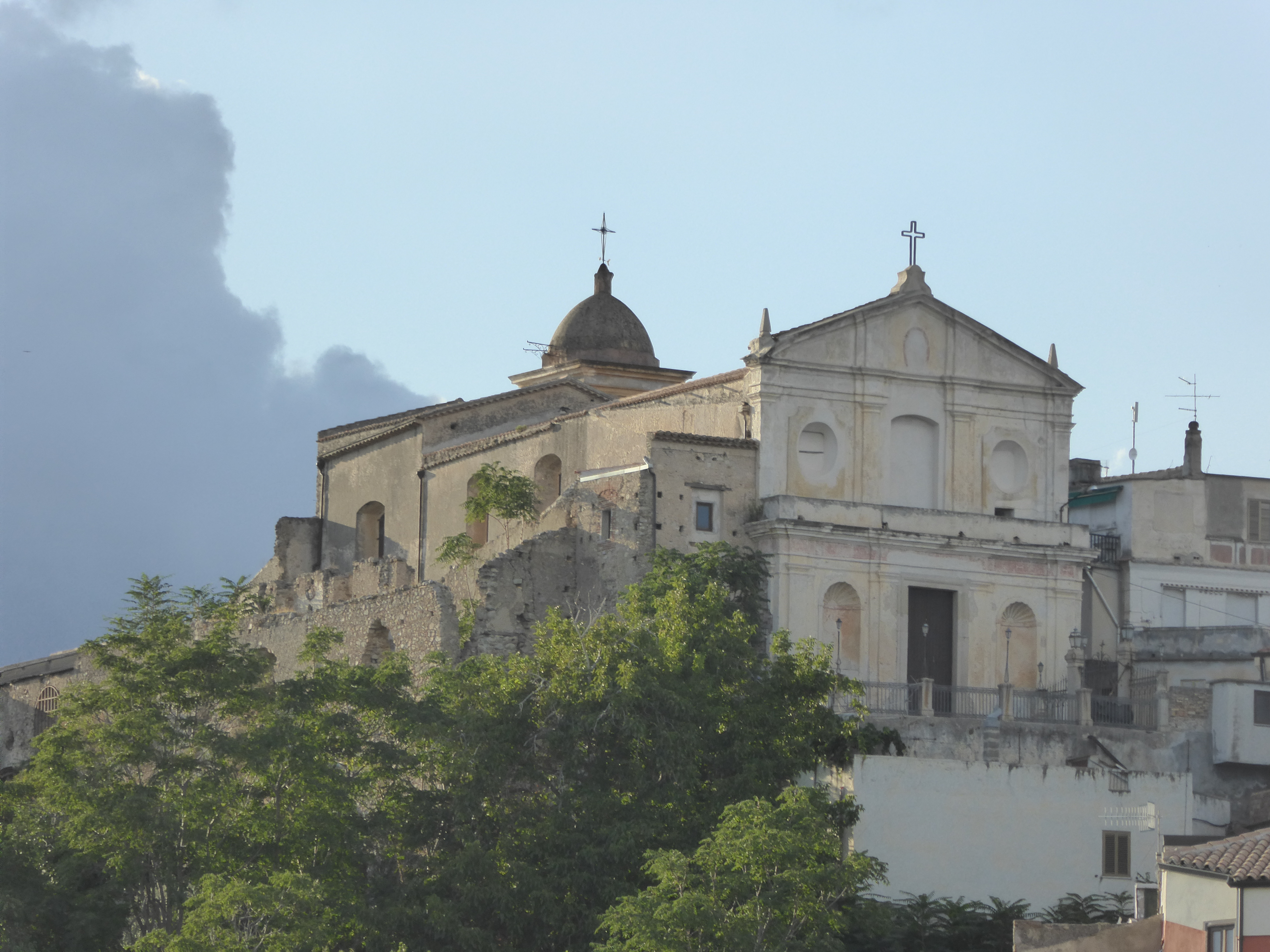
Chiesa del Santo Rosario
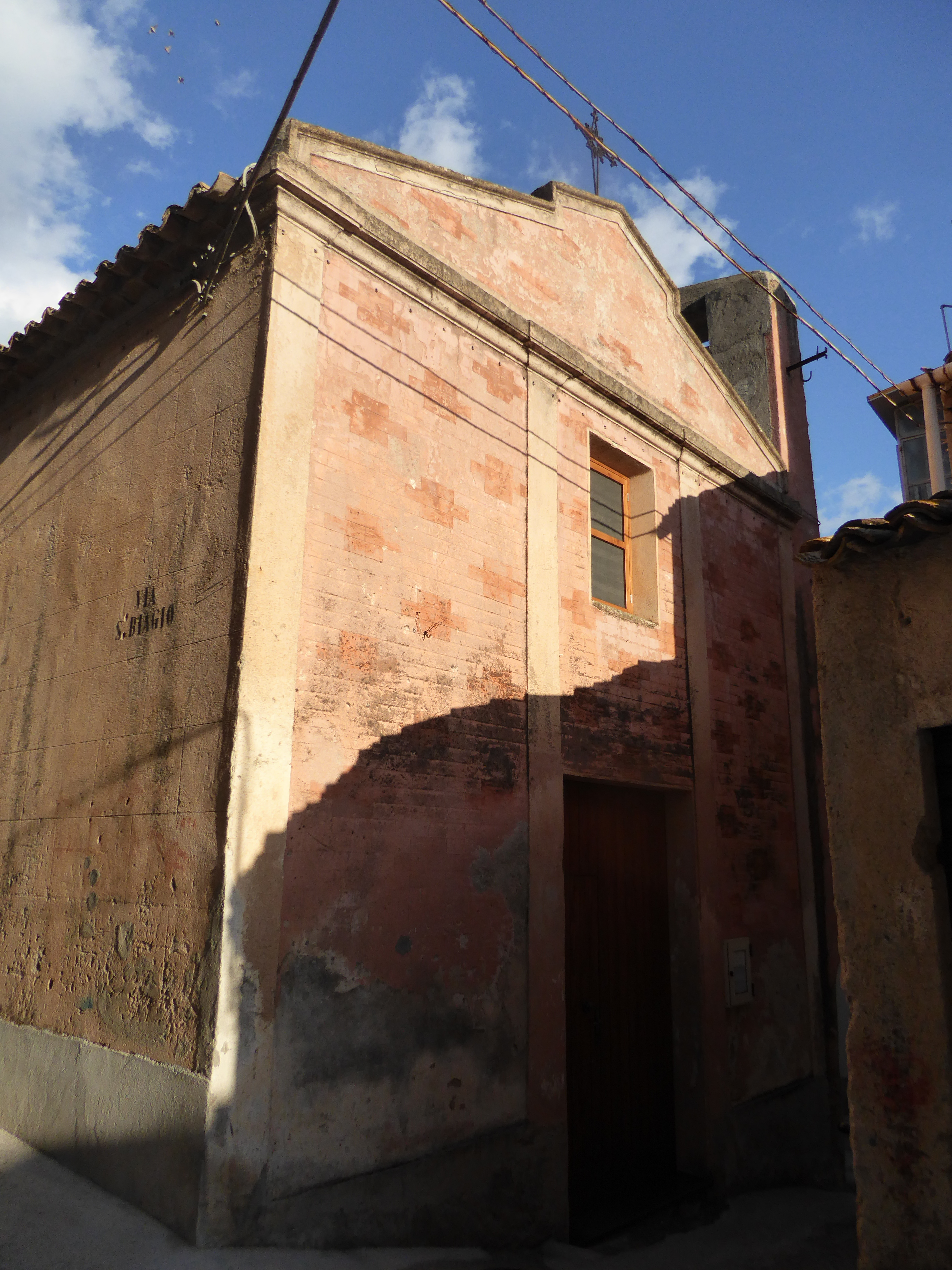
Chiesa di San Biagio a
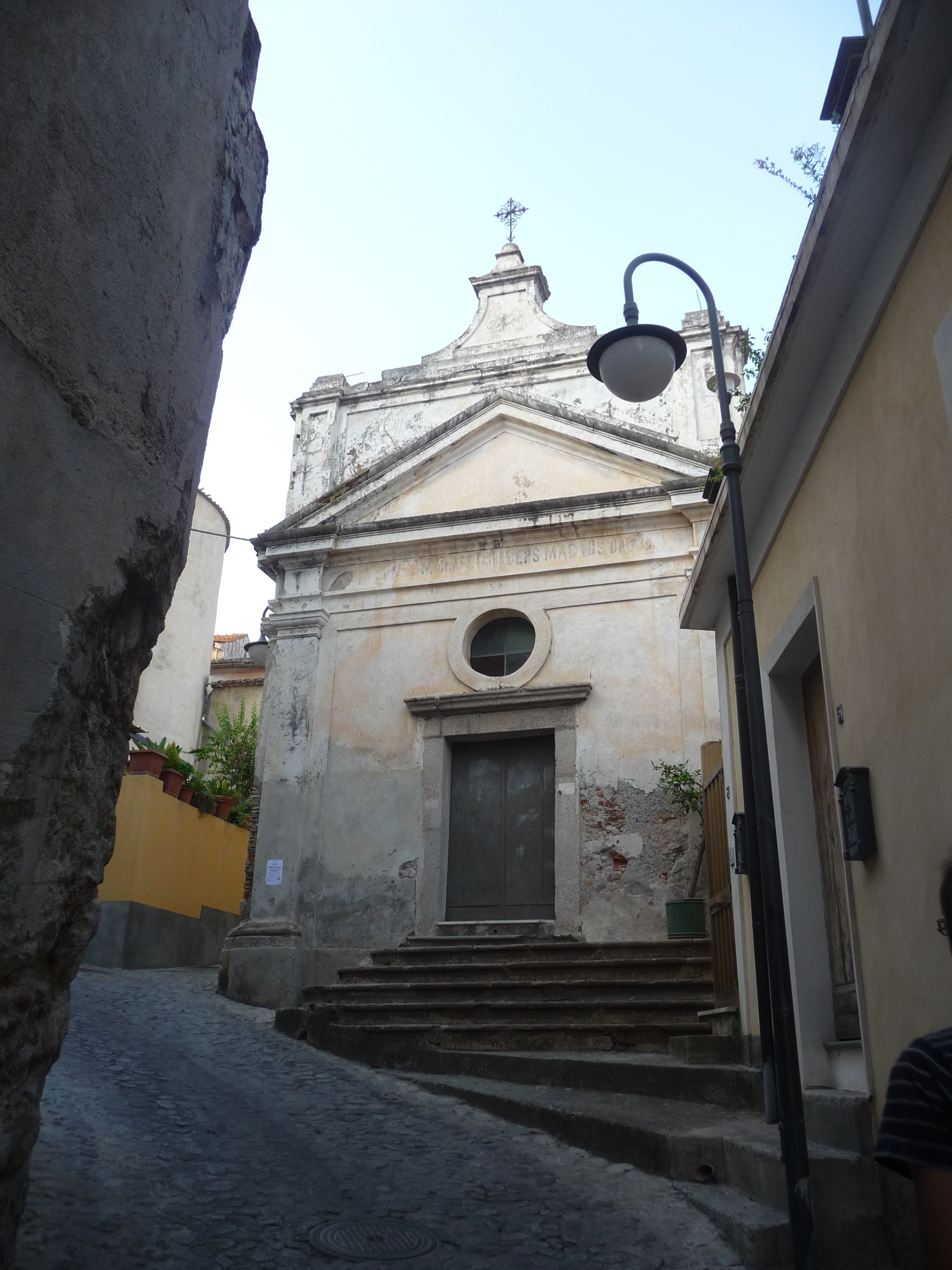
Chiesa di San Michele
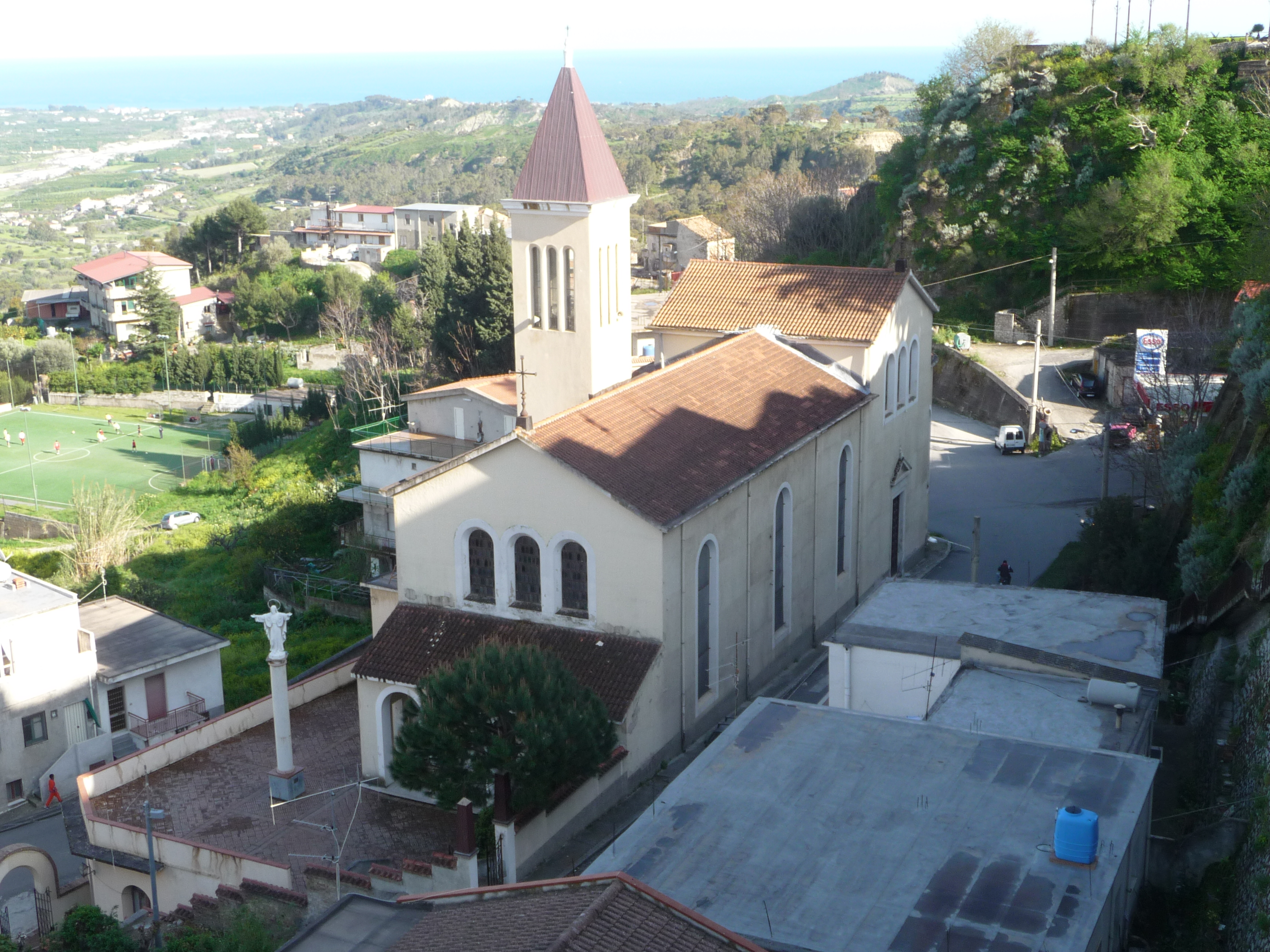
Chiesa di San Zaccaria
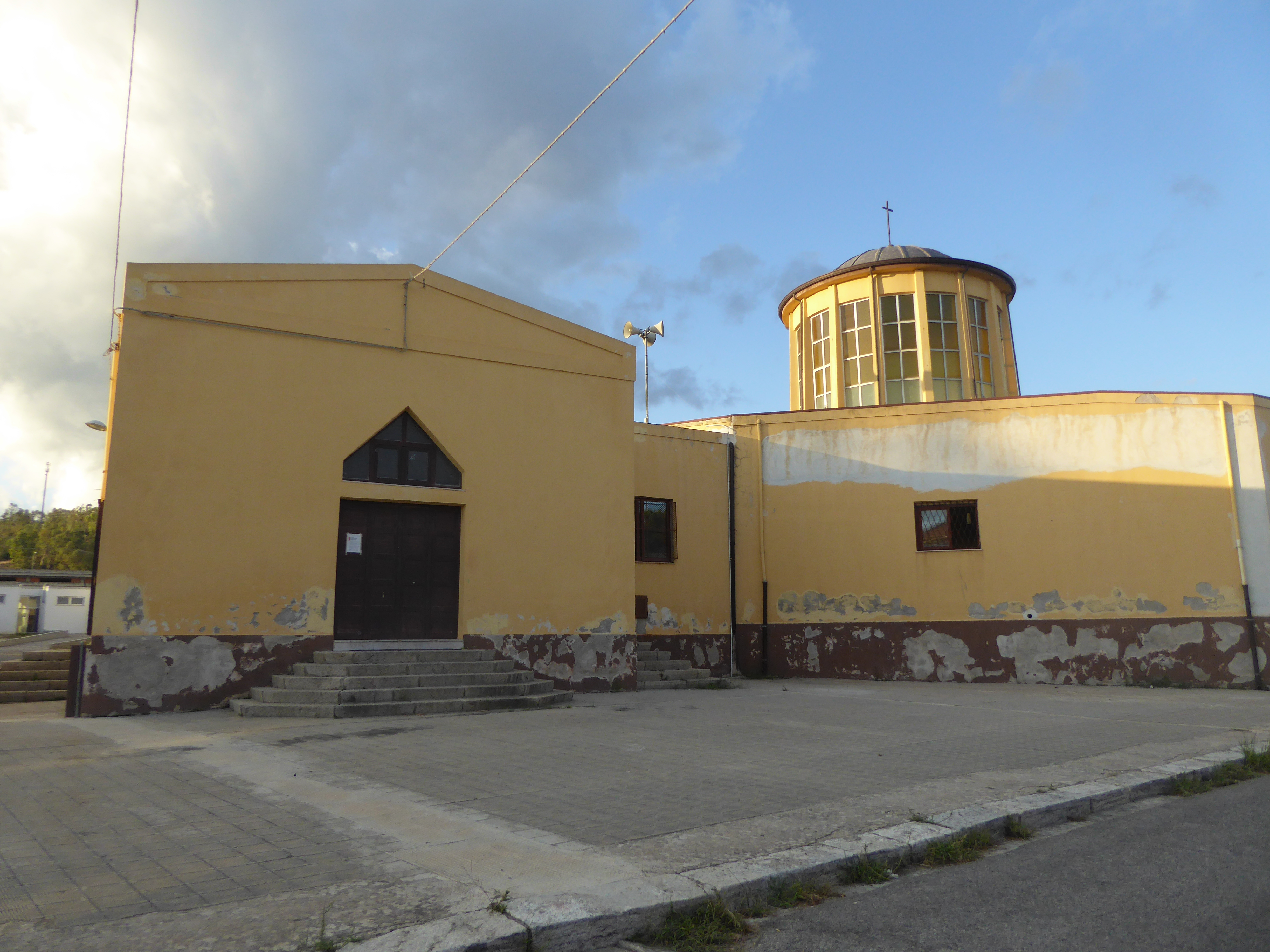
Chiesa evangelica della riconciliazione a Caulonia Marina
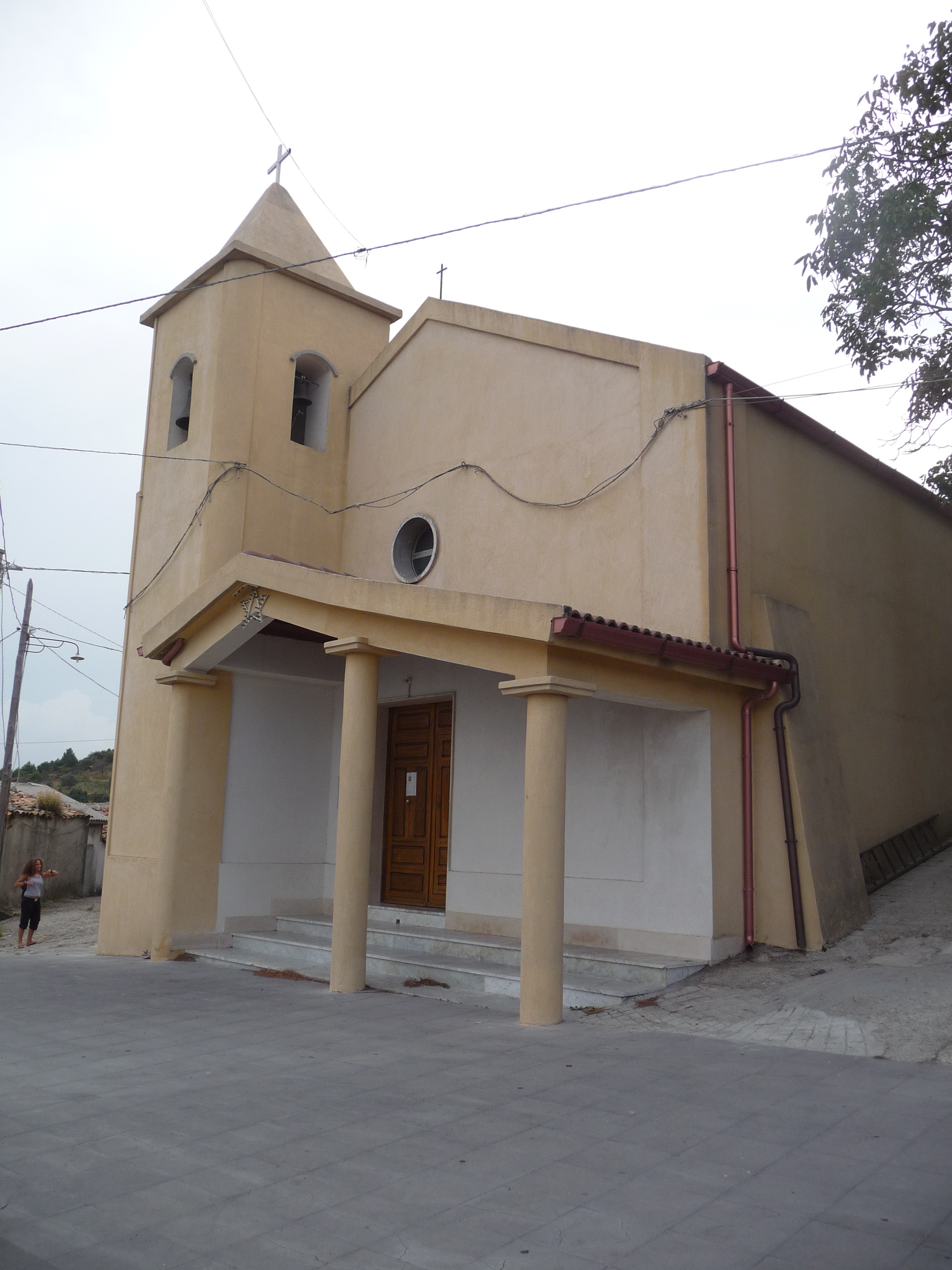
Chiesa di Santa Maria del Buon Consiglio a Campoli
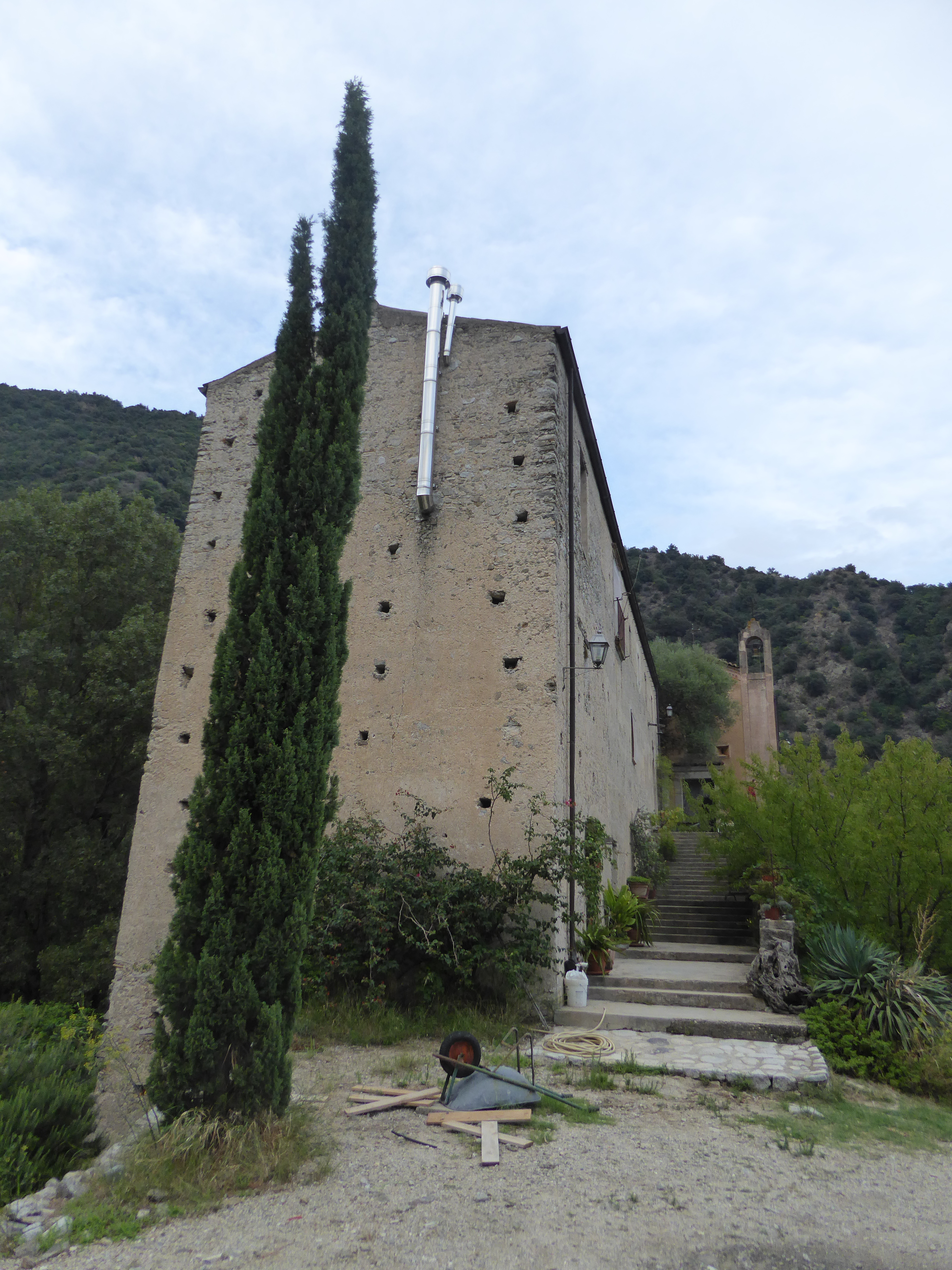
Eremo di Sant'Ilarione a San Nicola

Nelle frazioni:
- Chiesa di Santa Maria di Crochi in località Crochi
- Chiesa di San Nicola[18] a San Nicola
- Chiesa della Sacra Famiglia[18] a Focà
- Chiesa di Santa Maria del Buon Consiglio[18] a Campoli
- Chiesa di Santa Maria Aiuto Dei Cristiani[18] a Ursini
- Eremo dI Sant'Ilarione, di presunta origine tardo bizantina o normanno-sveva, complesso costruito a partire da una torre dotata di cappella.[19]
- Chiesa di San Leo[18]
- Chiesa dell'Immacolata Concezione a Caulonia marina[18]
- Chiesa evangelica della riconciliazione a Caulonia marina

### Monasteri di Caulonia
- Monastero di Santa Maria di Prima Luce: Monastero dei Cappuccini fondato da Girolamo Caraffa nel 1541 secondo il Fiore. Fu danneggiato e soppresso nel terremoto del 1783. Nel 1799 reintegrato e nuovamente soppresso dai francesi nel 1811, nel 1816 divenne un convento per i noviziati infine restituito nel 1824 e soppresso ulteriormente nel 1863, ceduto al comune, diventa quindi un cimitero[20].
- Monastero della SS. Annunziata: Monastero dei Domenicani fondato da Livio Spinelli e soppresso nel 1811 dai francesi. Fu affidato successivamente alla confraternita del SS. Rosario
- Monastero della Madonna del Carmine: Monastero dei PP. Agostiniani venne soppresso dopo il terremoto del 1783[21].
- Monastero di Santa Maria di Valverde: Monastero delle Carmelitane fu fondato da Roberto Filmangeri nel 1262; danneggiato anch'esso dal terremoto del 1783 fu anch'esso soppresso e riaperto nel 1796 e chiuso dai francesi nel 1811. La chiesa venne data alla parrocchia di Santa Maria dei Minniti[22].

### Ville e Palazzi
- Villa Campisi[23]
- Villa Vincenzo Niutta
- Villa Angelo Frammartino
- Palazzo Hierace[23]
- Palazzo Cricelli[23]

### Porte

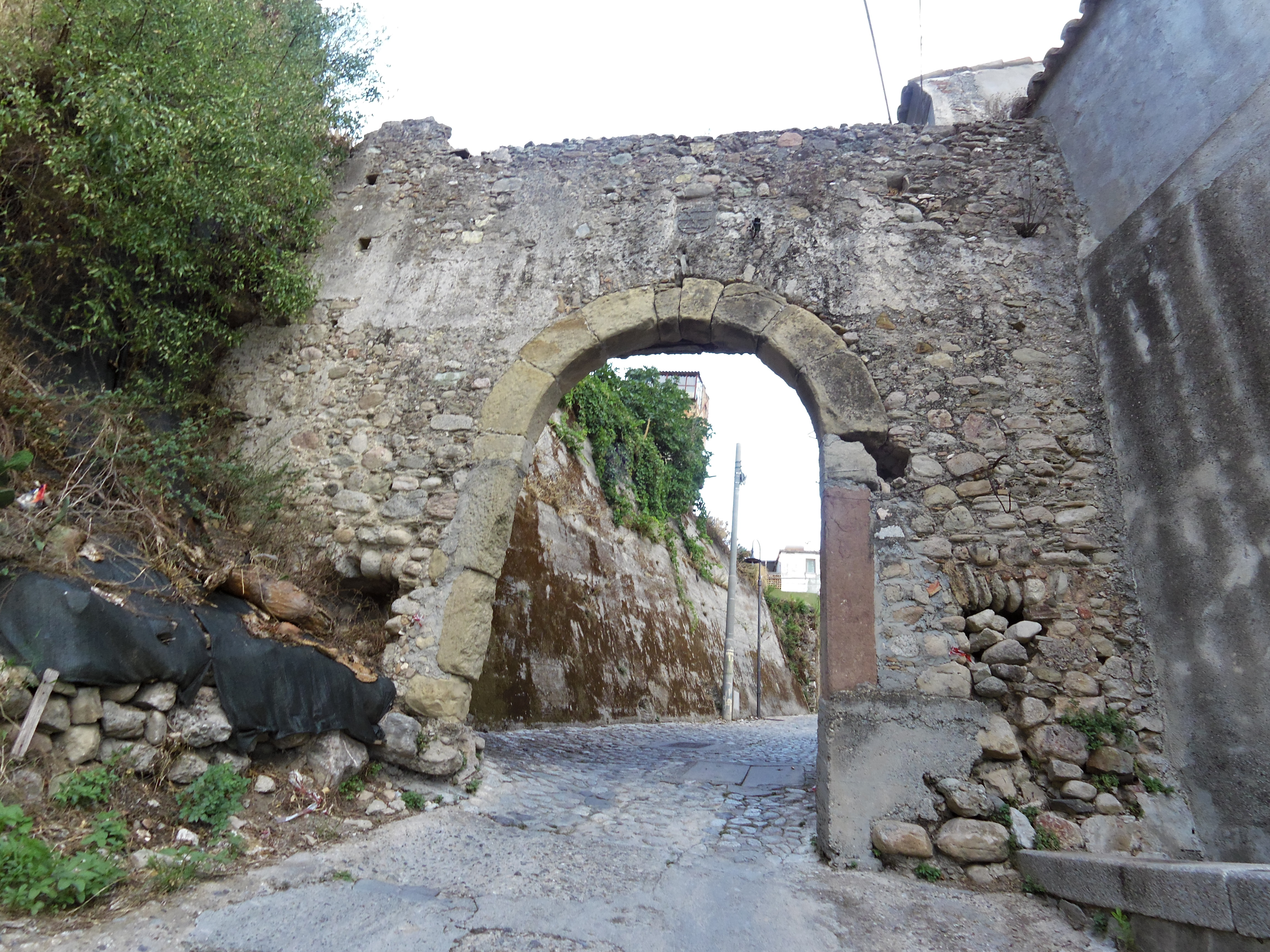
Porta Sant'Antonio di Caulonia

Le porte d'ingresso della città rimaste fino ad oggi sono:
- Porta Sant'Antonio o del Salvatore, in arenaria
- Porta Pusterla, collegata alle mura del castello, in pietra e mattoni
- Porta Amusa, la porta degli orti e della strada lungo il fiume Amusa
- Porta Allaro, la più piccola, in pietra e mattoni, rivolta verso la costa sulla via del fiume Allaro e sulla sua foce. (Maria Teresa Campisi)

### Aree naturali
- Grotte di Forgi[19]
- Cascate di San Nicola[19]

## Società

### Evoluzione demografica
Abitanti censiti

Il centro storico è situato a 300 m s.l.m., ma ha registrato, da ormai più di vent'anni, un abbandono progressivamente crescente delle abitazioni del borgo a vantaggio di quelle della sua frazione sul litorale, o anche verso insediamenti cittadini o metropolitani più grandi, tant'è che il numero di abitanti registrato, per corrispondere ai domiciliati effettivi, deve venire decurtato di tutti gli emigrati che, benché trasferitisi altrove, hanno deciso di conservarvi comunque la residenza.

## Cultura

### Eventi

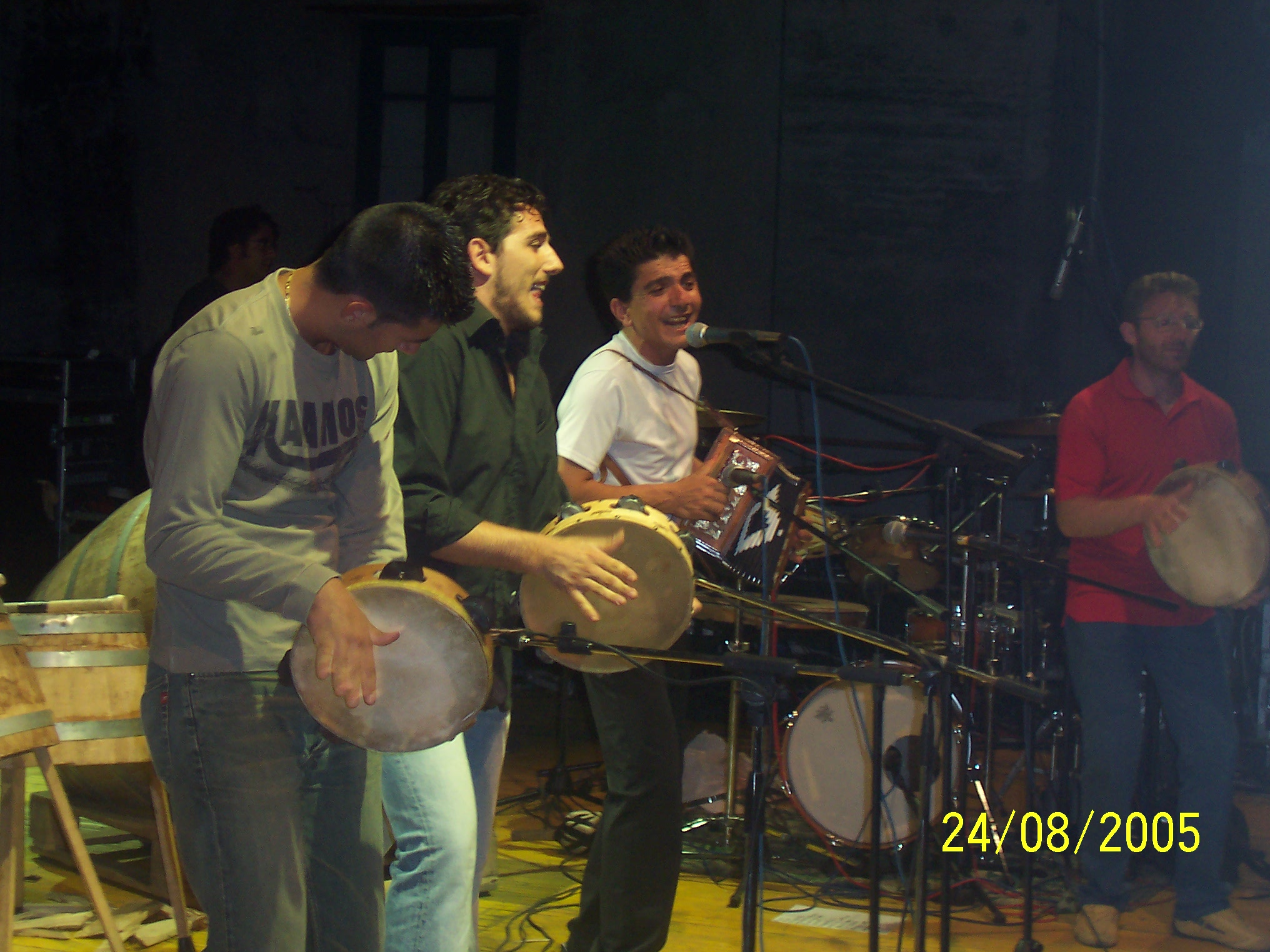
I suonatori di tarantella alla Tarantella Power

I festeggiamenti religiosi per la settimana santa di Pasqua (tra cui la processione del Sabato Santo, detta Caracolo) conservano l'eredità di una tradizione religiosa tipicamente meridionale, costellata da rituali di ostentata devozione, figlia di un tempo e di un mondo che si sono esauriti.
Altre manifestazioni: la manifestazione estiva sportiva della squadra campione d'Italia d'arti marziali e kickjitsu, l'Accademia Cavallo che è appunto di Caulonia. La cittadina ha infatti una tradizione nel settore specifico e ha partorito vari campioni.
- Settimana Santa Cauloniese
- Kaulonia Tarantella Festival (Fino al 2007 Tarantella power)

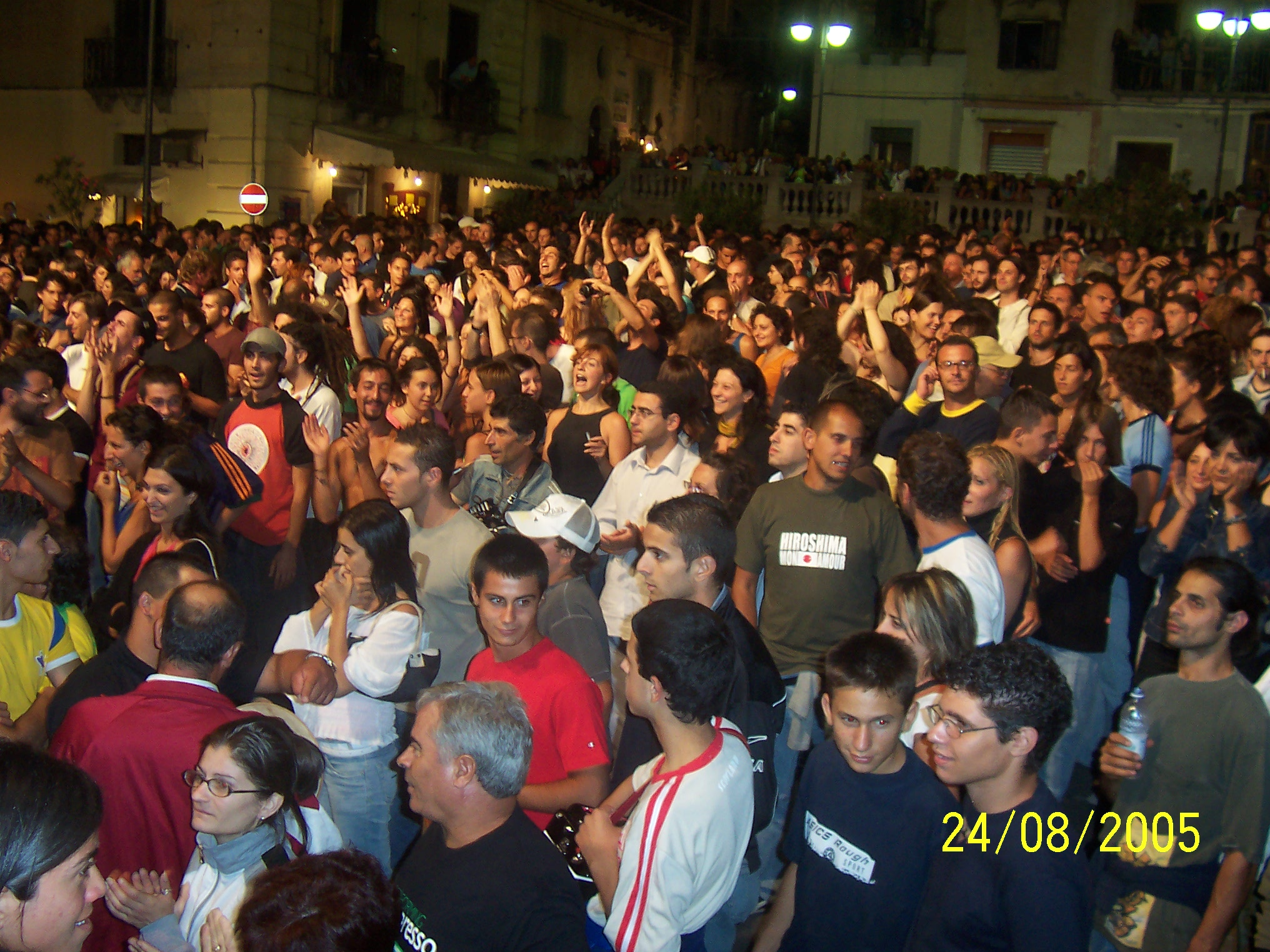
Gente che balla alla Tarantella Power del 2005, ora Kaulonia Tarantella Festival

- Festa della Madonna di Crochi
- Festa di S. Ilarione abate

## Geografia antropica

### Frazioni

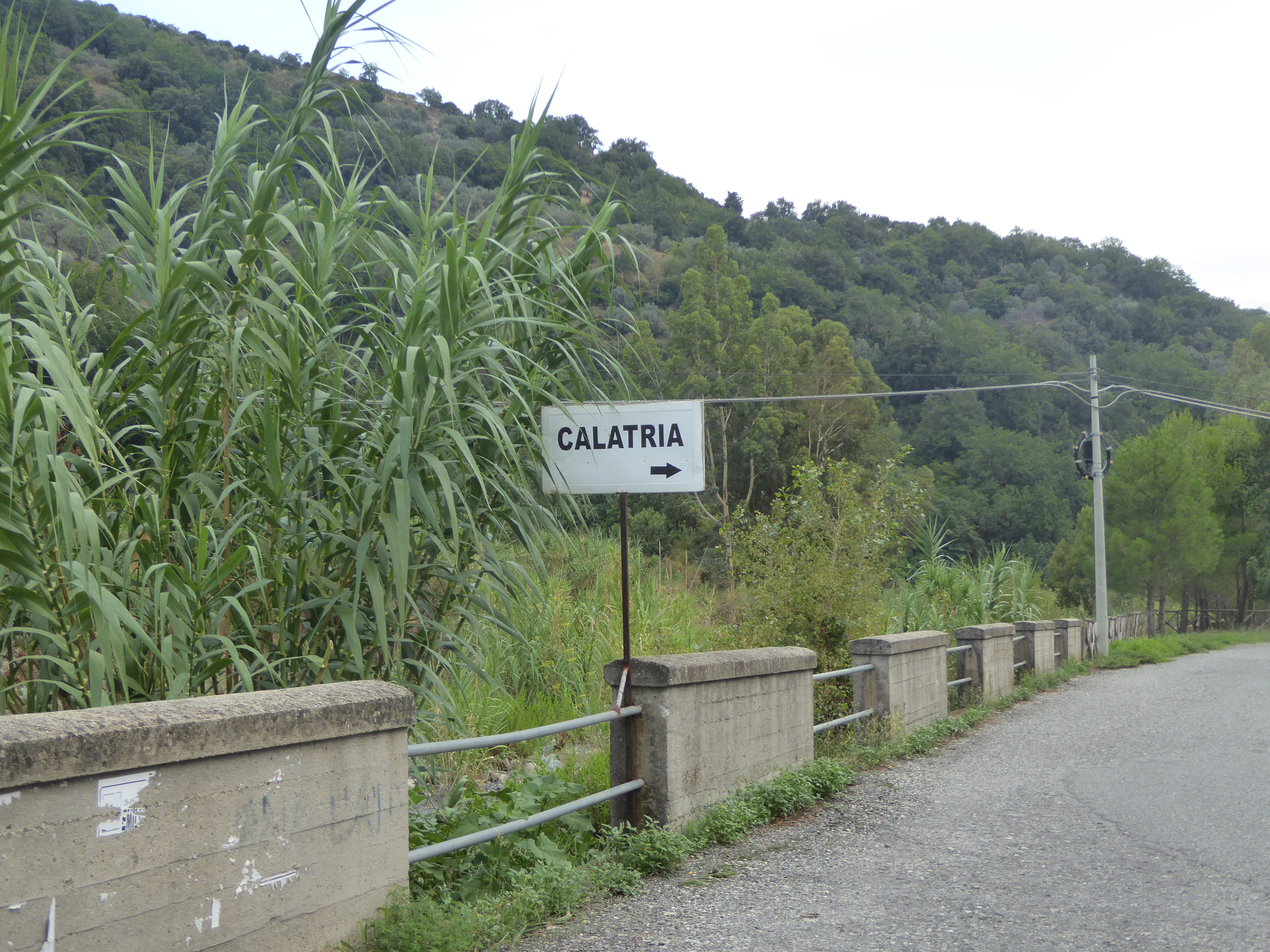
Frazione Calatrìa

Le frazioni di Caulonia: Agromastelli (in greco-calabro Agromàstori), Campoli, S.Nicola (Ai Nikòlas) in cui è ubicato il Monastero di Sant'Ilarione, Ursini; in passato furono tra le più prosperose e solo a partire da fine Ottocento col fenomeno dell'emigrazione cominciarono a svuotarsi.
Le altre frazioni sono: Cufò (Kufò), Focà (Fòka) e Crochi (Kròki), ed in quest'ultima è situato il Santuario della Madonna di Crochi.
Vengono invece definite borgate, località ancora più piccole delle frazioni e che ancor di più hanno subito il fenomeno dell'emigrazione facendo in modo che venissero completamente abbandonate:
Vasì, Calatria, Gozza, Popelli, Pezzolo, Obile, Strano, Cufò, Candidati, Stefano, Cosentina, Zija, e poi ancora Passo Serra, Ruvetto, Vipari, Cerasare, Schiavo, Giardino, Carri, Stinco, Bottonera, Barone, Zomino, Marano, Casiglie, Donna Cecca, Frauzzo, Liserà, Dimilio, Colle del Mastro, Fratelleri, Crochi, Furca, Gremi, Filicusa, Calojeri, Stramerca, Ficara, Gangalo, Carpinuso, Tuzzo, Cantile, Vignali, Cugliaraso, Migliuso, Vaccarizzo, Tre Donne, Sorgente, Limbìa, Anoia, Belvedere, Casavetere, Vincilago, Calamandre, S.Domenica, Vallone Percia, Abatigiala, Pignara.
Le borgate della Ziia e di Campoli fino all'Ottocento facevano parte del Polo siderurgico di Mongiana erano rispettivamente un centro minerario e un luogo con la presenza di ferriere.

## Economia
Allo stesso modo dei limitrofi comuni del litorale, il paese vive principalmente di turismo, visto il mare che la bagna, nel 2022 ottiene la bandiera blu. Nei mesi estivi, infatti, il paese si anima, ed arriva ad accogliere una popolazione fluttuante più che doppia rispetto ai residenti invernali, ravvivando l'ambiente urbano. Da circa una decina di anni viene organizzata nella settimana centrale di agosto il Kaulonia Tarantella Festival, una manifestazione musicale che si rifà alla tradizione della musica tradizionale calabrese, e che si tiene esclusivamente al borgo.

## Infrastrutture e trasporti
La cittadina è attraversata dalla Strada Statale 106 Jonica e dalla stazione ferroviaria di Caulonia

## Amministrazione
| Periodo          | Periodo          | Primo cittadino        | Partito                            | Carica                    | Note          |
| ---------------- | ---------------- | ---------------------- | ---------------------------------- | ------------------------- | ------------- |
| 22 agosto 1988   | 31 ottobre 1989  | Cosimo Ilario Ienco    | Democrazia Cristiana               | Sindaco                   | [ 28 ]        |
| 6 febbraio 1990  | 13 agosto 1990   | Rinaldo D'Aquino       | Democrazia Cristiana               | Sindaco                   | [ 29 ]        |
| 13 agosto 1990   | 27 dicembre 1990 | Vittorio Panzera       |                                    | Commissario prefettizio   | [ 30 ]        |
| 3 gennaio 1991   | 31 gennaio 1994  | Attilio Tucci          | Democrazia Cristiana               | Sindaco                   | [ 31 ]        |
| 10 febbraio 1994 | 20 novembre 1995 | Antonio Dimasi         | Partito Democratico della Sinistra | Sindaco                   | [ 32 ]        |
| 20 novembre 1995 | 17 aprile 2000   | Nicola Frammartino     | Lista civica di centro-sinistra    | Sindaco                   | [ 33 ]        |
| 17 aprile 2000   | 5 aprile 2005    | Domenico Lia           | Lista civica                       | Sindaco                   | [ 34 ]        |
| 5 aprile 2005    | 19 dicembre 2006 | Pier Francesco Campisi | Lista civica                       | Sindaco                   | [ 35 ] [ 36 ] |
| 19 dicembre 2006 | 31 gennaio 2007  | Giuseppe Priolo        |                                    | Commissario prefettizio   | [ 37 ]        |
| 31 gennaio 2007  | 27 maggio 2007   | Giuseppe Priolo        |                                    | Commissario straordinario | [ 38 ]        |
| 29 maggio 2007   | 8 maggio 2012    | Ilario Ammendolia      | Lista civica                       | Sindaco                   | [ 39 ]        |
| 8 maggio 2012    | 12 giugno 2017   | Giovanni Riccio        | Lista civica                       | Sindaco                   | [ 41 ]        |
| 12 giugno 2017   | 14 giugno 2022   | Caterina Belcastro     | Lista civica                       | Sindaco                   | [ 43 ]        |
| 14 giugno 2022   | in carica        | Francesco Cagliuso     | Lista civica                       | Sindaco                   | [ 45 ]        |

## Sport

### Calcio
La principale squadra di calcio della città è l'A.S.D. Caulonia 2006 che milita nel girone C calabrese di Prima Categoria. È nata nel 2006.

### Pallamano
La squadra di pallamano, che ha ottenuto buoni risultati nel settore giovanile, per diversi anni è l'Aspak.

### Arti marziali e kickboxing
La squadra di arti marziali e kickboxing che ha più volte vinto i campionati italiani e anche due mondiali è L'Accademia Arti Marziali Maestro Cavallo.

## Bibligorafia
- Damiano Bova, Da Kaulon a Stilo, Reggio Calabria, Città del sole Edizioni, 2023, ISBN 978-88-8238-372-5.